# メトロ (レンヌ)
レンヌ・メトロ（フランス語: Métro de Rennes）は、フランスのレンヌで運行されている地下鉄。現在2路線で構成されている。2002年に開業。運営はレンヌ・メトロポールによって行われている。

## 概要

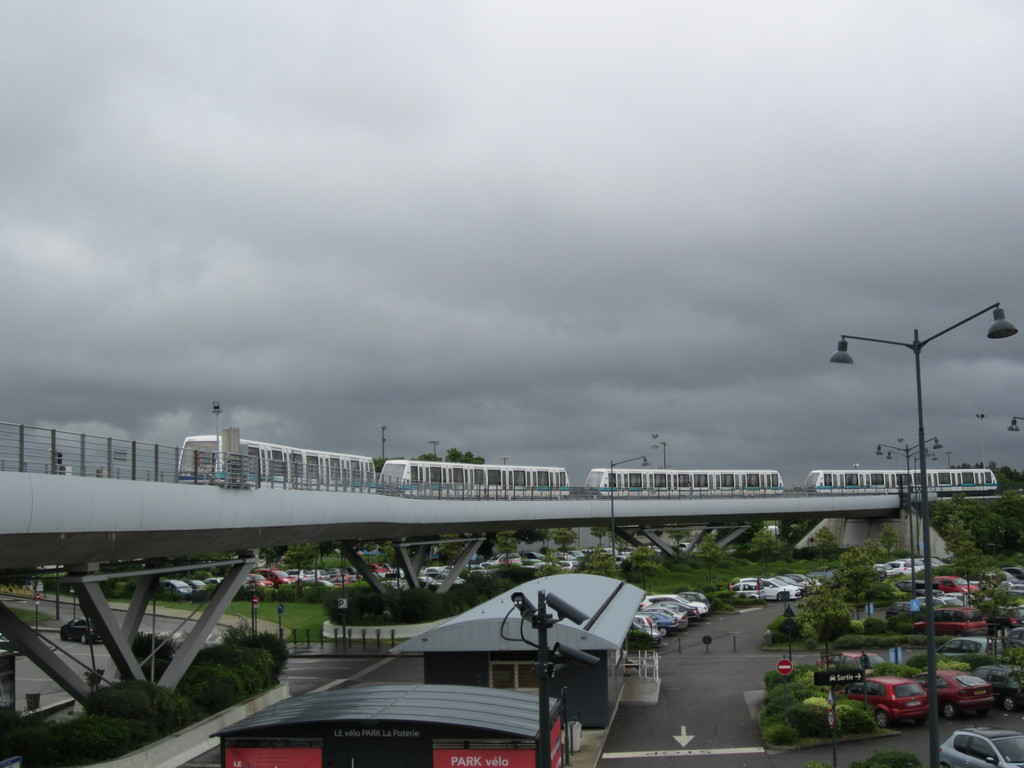
ラ・ポトリ駅

A線とB線の2路線で構成されている。2025年現在、28駅で総延長は23.5km。路線の大部分は地下である。A線はヴィルジャン地区とポトリ地区を結び、市内中心部を通過する。シーメンス社のVAL（軽自動車）技術をベースにしている。
レンヌは、2008年まで地下鉄が通っている世界最小の都市であった。

## 歴史
- 1986年 市議会で2路線の地下鉄建設を決定
- 1989年 ヴェイキュロトマティクレジェ方式の採用が決定
- 1997年 A線の建設開始
- 2002年 A線開業
- 2014年 B線の建設開始
- 2022年 B線開業

## 路線
現在2路線28駅から構成されている。
| 路線 | 路線 | 開業年 | キロ程 | 駅数 | 区間                                                 |
| ---- | ---- | ------ | ------ | ---- | ---------------------------------------------------- |
|      | A線  | 2002年 | 9.4km  | 15   | J・F・ケネディ駅 〜 ラ・ポトリ駅                     |
|      | B線  | 2022年 | 14.1km | 15   | サン＝ジャック＝ガイテ駅 〜 セソン＝ヴィアシルヴァ駅 |